# The Bi Life
The Bi Life é um programa de televisão de encontros britânicos. Ele apresenta pessoas bissexuais explorando a cena de namoro de Barcelona, enquanto recebem conselhos sobre namoro e apoio mútuo e acolhimento da apresentadora Courtney Act. O programa foi observado na mídia por promover a visibilidade bissexual.

## Elenco
O elenco principal da série foi revelado em 9 de outubro de 2018, duas semanas antes do primeiro episódio ser transmitido.

## Episódios
Todos os episódios foram originalmente transmitidos no E! no Reino Unido e na Irlanda, a partir de 25 de outubro de 2018, antes de serem enviados para o YouTube e para o hayu.

## Ligações externos
- The Bi Life. no IMDb.